# تولينت (باد كاليه)
تولينت، باد كاليه (بالفرنسية: Tollent)‏ هي بلدية تقع في إقليم باد كاليه من منطقة نور با دو كاليه في شمال فرنسا. تبلغ مساحة هذه المدينة 4.31 (كم²)، وترتفع عن سطح البحر 34 م، يبلغ عدد سكانها 89 نسمة حسب إحصاء المعهد الوطني للإحصاء والدراسات الاقتصادية سنة 2009 م. وترأس Roger Lagache البلدية خلال فترة (2008-2014).